# Constantine (Algérie)
Constantine (tiếng Ả Rập: قسنطينة Qusanṭīnah, ngữ tộc Berber: ⵇⵙⴻⵏⵟⵉⵏⴰ), cũng viết là Qacentina hay Kasantina, là tỉnh lỵ của tỉnh Constantine mạn đông bắc Algérie. Vào thời La Mã nó có tên Cirta và đặt tên lại thành "Constantina" để vinh danh Constantinus Đại đế. Đây cũng là thủ phủ của département cùng tên cho tới năm 1962. Thành phố ở gần biển, chỉ cách bờ Địa Trung Hải 80 kilômét (50 dặm), và nằm bên sông Rhumel.
Được xem là trung tâm của miền đông Algérie, Constantine có dân số 448.374 người (938.475 trên toàn vùng đô thị), và là thành phố lớn thứ ba đất nước sau Algiers và Oran.
Constantine được chọn là Thủ đô Văn hóa Ả Rập năm 2015.

## Khí hậu
Constantine có khí hậu Địa Trung Hải (phân loại khí hậu Köppen Csa) với mùa hè nóng và khô còn mùa đông ẩm ướt.
| Dữ liệu khí hậu của Constantine          | Dữ liệu khí hậu của Constantine | Dữ liệu khí hậu của Constantine | Dữ liệu khí hậu của Constantine | Dữ liệu khí hậu của Constantine | Dữ liệu khí hậu của Constantine | Dữ liệu khí hậu của Constantine | Dữ liệu khí hậu của Constantine | Dữ liệu khí hậu của Constantine | Dữ liệu khí hậu của Constantine | Dữ liệu khí hậu của Constantine | Dữ liệu khí hậu của Constantine | Dữ liệu khí hậu của Constantine | Dữ liệu khí hậu của Constantine |
| Tháng                                    | 1                               | 2                               | 3                               | 4                               | 5                               | 6                               | 7                               | 8                               | 9                               | 10                              | 11                              | 12                              | Năm                             |
| ---------------------------------------- | ------------------------------- | ------------------------------- | ------------------------------- | ------------------------------- | ------------------------------- | ------------------------------- | ------------------------------- | ------------------------------- | ------------------------------- | ------------------------------- | ------------------------------- | ------------------------------- | ------------------------------- |
| Cao kỉ lục °C (°F)                       | 24.0 (75.2)                     | 26.0 (78.8)                     | 30.4 (86.7)                     | 34.0 (93.2)                     | 37.6 (99.7)                     | 43.2 (109.8)                    | 44.1 (111.4)                    | 44.8 (112.6)                    | 45.5 (113.9)                    | 36.1 (97.0)                     | 28.0 (82.4)                     | 27.8 (82.0)                     | 45.5 (113.9)                    |
| Trung bình ngày tối đa °C (°F)           | 11.5 (52.7)                     | 13.0 (55.4)                     | 14.9 (58.8)                     | 18.2 (64.8)                     | 23.1 (73.6)                     | 28.6 (83.5)                     | 33.0 (91.4)                     | 32.7 (90.9)                     | 28.1 (82.6)                     | 22.2 (72.0)                     | 16.6 (61.9)                     | 12.3 (54.1)                     | 21.2 (70.2)                     |
| Trung bình ngày °C (°F)                  | 7.1 (44.8)                      | 8.1 (46.6)                      | 9.6 (49.3)                      | 12.4 (54.3)                     | 16.6 (61.9)                     | 21.5 (70.7)                     | 25.2 (77.4)                     | 25.2 (77.4)                     | 21.4 (70.5)                     | 16.4 (61.5)                     | 11.4 (52.5)                     | 7.9 (46.2)                      | 15.2 (59.4)                     |
| Tối thiểu trung bình ngày °C (°F)        | 2.6 (36.7)                      | 3.1 (37.6)                      | 4.2 (39.6)                      | 6.5 (43.7)                      | 10.0 (50.0)                     | 14.3 (57.7)                     | 17.3 (63.1)                     | 17.6 (63.7)                     | 14.7 (58.5)                     | 10.5 (50.9)                     | 6.1 (43.0)                      | 3.4 (38.1)                      | 9.2 (48.6)                      |
| Thấp kỉ lục °C (°F)                      | −8.8 (16.2)                     | −7.0 (19.4)                     | −6.0 (21.2)                     | −3.5 (25.7)                     | −1.4 (29.5)                     | 3.0 (37.4)                      | 7.0 (44.6)                      | 7.8 (46.0)                      | 3.3 (37.9)                      | −2.1 (28.2)                     | −3.9 (25.0)                     | −4.8 (23.4)                     | −8.8 (16.2)                     |
| Lượng Giáng thủy trung bình mm (inches)  | 66.6 (2.62)                     | 58.3 (2.30)                     | 61.8 (2.43)                     | 53.2 (2.09)                     | 41.5 (1.63)                     | 20.9 (0.82)                     | 8.9 (0.35)                      | 12.2 (0.48)                     | 36.4 (1.43)                     | 38.4 (1.51)                     | 43.5 (1.71)                     | 71.1 (2.80)                     | 512.9 (20.19)                   |
| Số ngày giáng thủy trung bình (≥ 1.0 mm) | 9                               | 8                               | 9                               | 7                               | 6                               | 3                               | 1                               | 2                               | 4                               | 6                               | 8                               | 7                               | 70                              |
| Độ ẩm tương đối trung bình (%)           | 76                              | 73                              | 72                              | 70                              | 65                              | 54                              | 42                              | 48                              | 60                              | 68                              | 75                              | 76                              | 65                              |
| Số giờ nắng trung bình tháng             | 155.0                           | 155.4                           | 192.2                           | 210.0                           | 251.1                           | 315.0                           | 356.5                           | 303.8                           | 258.0                           | 213.9                           | 165.0                           | 148.8                           | 2.724,7                         |
| Số giờ nắng trung bình ngày              | 5.0                             | 5.5                             | 6.2                             | 7.0                             | 8.1                             | 10.5                            | 11.5                            | 9.8                             | 8.6                             | 6.9                             | 5.5                             | 4.8                             | 7.5                             |
| Nguồn 1: NOAA                            |                                 |                                 |                                 |                                 |                                 |                                 |                                 |                                 |                                 |                                 |                                 |                                 |                                 |
| Nguồn 2: Deutscher Wetterdienst          |                                 |                                 |                                 |                                 |                                 |                                 |                                 |                                 |                                 |                                 |                                 |                                 |                                 |

## Thành phố kết nghĩa
Constantine kết nghĩa với:
- Grenoble, Pháp[8]
- Sousse, Tunisia[9]